# Јорк Јарбор (Мејн)
Јорк Јарбор (енгл. York Harbor) насељено је место без административног статуса у америчкој савезној држави Мејн.

## Демографија
По попису из 2010. године број становника је 3.033, што је 288 (-8,7%) становника мање него 2000. године.
| Група             | 2000.         | 2010.         |
| Белци             | 3.239 (97,5%) | 2.947 (97,2%) |
| Афроамериканци    | 4 (0,1%)      | 14 (0,5%)     |
| Азијати           | 19 (0,6%)     | 30 (1,0%)     |
| Хиспаноамериканци | 21 (0,6%)     | 25 (0,8%)     |
| Укупно            | 3.321         | 3.033         |